# Centrum Kształcenia Międzynarodowego
Centrum Kształcenia Międzynarodowego Politechniki Łódzkiej (CKM, ang. International Faculty of Engineering, IFE) – jednostka międzywydziałowa Politechniki Łódzkiej organizująca kształcenie w językach obcych (angielskim i francuskim) w ramach studiów prowadzonych przez PŁ. Od 2017 roku wchodzi w skład Centrum Współpracy Międzynarodowej Politechniki Łódzkiej.

## Kierunki i tryb kształcenia
IFE prowadzi studia I i II stopnia, w których ocena postępów nauki dokonywana jest za pomocą systemu punktowego zgodnego ze standardem ECTS. Studia I stopnia trwają od 3,5 do 4 lat i kończą się uzyskaniem stopnia zawodowego inżynieria. Studia II stopnia trwają od 1,5 do 2 lat i kończą się uzyskaniem stopnia magistra. W obu przypadkach językiem wykładowym jest angielski lub francuski (zależnie od kierunku). W ramach studiów I stopnia studenci mają obowiązek studiowania na wybranej uczelni zagranicznej przez jeden semestr, w trakcie którego muszą zdobyć minimum 30 punktów ECTS. Wyjazdy na uczelnie zagraniczne są realizowane w ramach europejskiego programu Erasmus.
Studenci IFE mogą studiować na I stopniu (inżynier) na kierunkach:
- Advanced Biobased And Bioinspired Materials
- Biomedical Engineering And Technologies
- Business And Technology
- Computer Science
- Gestion Et Technologie
- Electronic And Telecommunication Engineering
- Industrial Biotechnology
- Information Technology
- Mechanical Engineering
- Science And Technology

oraz na II stopniu (magister inżynier) na kierunkach:
- Advanced Mechanical Engineering
- Computer Science And Information Technology
- Electronic And Telecommunication Engineering
- Industrial Biotechnology
- Management
- Management And Production Engineering

## Historia
- 1992 – powstanie Międzynarodowego Wydziału Inżynierii
- 1993 – uruchomienie specjalności (kierunku) Electromechanics (obecnie Mechanical Engineering & Applied Computer Science)
- 1994 – wprowadzenie Business and Technology
- 1995 – wprowadzenie Telecommunications and Computer Science
- 1996 – przekształcenie w Centrum Kształcenia Międzynarodowego
- 1997 – uruchomienie pierwszego francuskojęzycznego kierunku – Gestion et Technologie
- 1998 – wprowadzenie tzw. mobility semester
- 2017 – utworzenie Centrum Współpracy Międzynarodowej PŁ, które stało się nadrzędną jednostką, w skład której weszło IFE